# Sportska dvorana Topolica
Sportska dvorana Topolica – hala widowiskowo-sportowa w mieście Bar, w Czarnogórze. Została otwarta 23 listopada 2009 roku. Może pomieścić 2625 widzów. Z obiektu korzystają m.in. drużyny siatkarskie ŽOK Luka Bar i OK Galeb Bar, a także klub koszykówki KK Mornar Bar.